# Яго, Стив
Стив Фари́д Яго́ (фр. Steeve Farid Yago; род. 16 декабря 1992[…], Сарсель) — буркинийский футболист, центральный защитник кипрского клуба «Арис» и национальной сборной Буркина-Фасо.

## Клубная карьера
Яго — воспитанник «Тулузы». С 2011 года начал играть за резервную команду. В 2012 году после успешного выступления за резервистов был привлечён к матчам основной команды.
25 августа 2012 года Стив дебютировал в Лиге 1 в матче против «Нанси», в котором он вышел на поле в стартовом составе и провёл весь матч. После успешных игр в начале сезона контракт с Яго был продлён на три года.
Всего в сезоне 2012/13 Стив сыграл 22 игры, 19 из них он начинал в стартовом составе.
31 января 2019 года Яго Стив ушел в аренду из клуба «Тулуза» в клуб «Гавр».
В сезоне 2018/19 годов Яго Стив провел за клуб «Гавр» 2 игры, в которых: забитых голов — 0, желтые карточки — 1, красные карточки — 0.
1 июля 2021 года присоединился к кипрскому клубу «Арис».

## Карьера в сборной
Свой дебютный матч за сборную Буркина-Фасо Яго провёл 23 марта 2013 года против сборной Нигера, выйдя на замену на 88 минуте встречи.

## Достижения
«Арис» Лимасол
- Чемпион Кипра: 2022/23
- Обладатель Суперкубка Кипра: 2023

Сборная Буркина-Фасо
- Бронзовый призёр Кубка африканских наций: 2017